# Federação das Indústrias do Estado do Tocantins
A Federação das Indústrias do Estado do Tocantins (FIETO) é uma entidade que reúne várias empresas do setor industrial do estado do Tocantins. Seu presidente em 2017 é Roberto Pires. A Federação é uma das entidades filiadas à Confederação Nacional da Indústria (CNI).
Ainda em 2017, foi uma das criadoras do Comitê Gestor do Plano Nacional da Cultura Exportadora. A entidade promoveu ainda o Encontro Estadual da Indústria.